# Cryphia
Cryphia is een geslacht van nachtvlinders uit de familie Noctuidae.

## Soorten
- C. aerumna Culot
- C. albiclava Hampson, 1908
- C. albimixta Sugi, 1980
- C. albipuncta Hampson, 1894
- C. albistigma Moore, 1867
- C. albomaculata Rothschild, 1914
- C. algae

Donkergroene korstmosuil Fabricius, 1775
- C. amasina (Draudt, 1931)
- C. amygdalina Boursin, 1963
- C. anaemica Hampson, 1914
- C. ancharista Boursin, 1970
- C. antias Culot
- C. arabtricula Hacker, 2002
- C. argentacea Bytinsky-Salz, 1937
- C. assimilis Warren, 1910
- C. atlantis Schwingenschuss, 1935
- C. atrimixta Hampson, 1918
- C. bilineata Rothschild, 1914
- C. brunneiplaga Swinhoe, 1905
- C. brunneola Draudt, 1950
- C. bryophasma Boursin, 1952
- C. burgeffi Draudt, 1931
- C. canaria Alphéraky, 1889
- C. cancellata Berio, 1976
- C. canosparsa Draudt, 1950
- C. commixta Warren, 1910
- C. conspersa Christoph, 1892
- C. contristans Lederer, 1857
- C. cuerva (Barnes, 1907)
- C. cyanea Boursin, 1969
- C. cyanympha Ferguson, 1988
- C. deceptura (Walker, 1865)
- C. diachorisma Boursin, 1960
- C. diehli Boursin, 1960
- C. distincta (Christoph, 1887)
- C. duseutrei Oberthür, 1922
- C. duskei Christoph, 1892
- C. electra Fibiger, Steiner, & Ronkay, 2009
- C. ereptricula (Treitschke, 1825)
- C. eucta Hampson, 1908
- C. eucharista Boursin, 1960
- C. excurvata Hampson, 1897
- C. fascia (Smith, [1904])
- C. flavidior (Barnes & McDunnough, 1911)
- C. fraudatricula (Hübner, 1803)
- C. fulvifusa (Hampson, 1911)
- C. fulvisparsa Hampson, 1914
- C. galva (Strecker, 1898)
- C. gea Boursin, 1954
- C. gigantea Boursin, 1960
- C. granitalis Butler, 1881
- C. griseata Leech
- C. griseola Nagano, 1918
- C. hampsoni Draudt, 1931
- C. hannemanni Boursin, 1961
- C. hedygrapha Boursin, 1963
- C. hemiphaea Hampson, 1906
- C. icterica Boursin, 1960
- C. idonea Christoph, 1892
- C. illosis Hampson, 1906
- C. iranica Brandt, 1941
- C. iridescens Felder, 1874
- C. klapperichi Boursin, 1960
- C. labecula Lederer, 1855
- C. leucomelaena (Hampson, 1908)
- C. lichenea Hampson, 1891
- C. literata Moore, 1881
- C. lusitanica (Draudt, 1931)
- C. maderensis Bethune-Baker, 1891
- C. maeonis Lederer, 1865
- C. marginelota Joannis, 1888
- C. maritima Sugi, 1980
- C. mediofusca Sugi, 1959
- C. merhaba Hacker & Fibiger, 2006
- C. metallica Lucas, 1898
- C. microphysa Boursin, 1952
- C. miltophaea Püngeler
- C. mimouna Oberthür
- C. minima Wiltshire, 1949
- C. minutissima Draudt, 1950
- C. mitsuhashii Marumo, 1917
- C. modesta Moore, 1881
- C. moeonis (Lederer, 1865)
- C. molybdea Boursin, 1960
- C. mongolica Boursin, 1961
- C. muralis 
Groene korstmosuil
- C. muscicolor Kozhanchikov, 1923
- C. nana (Barnes & McDunnough, 1911)
- C. nigrescens Wileman, 1915

- C. nilgiria Moore, 1881
- C. oaklandiae (Barnes & McDunnough, 1911)
- C. obscura Warren, 1910
- C. ochrophaea Hampson, 1908
- C. ochrota Hampson, 1908
- C. ochsi (Boursin, 1940)
- C. olivacea (Smith, 1891)
- C. omalosi Svendsen & Fibiger, 1998
- C. omotoi Boursin, 1968
- C. orocharis Boursin, 1944
- C. orthogramma Boursin, 1954
- C. pallida (Baker, 1894)
- C. pallidioides Poole, 1989
- C. parva Sugi, 1980
- C. paulina (Staudinger, 1891)
- C. pectinata Hampson, 1906
- C. pelidna Boursin, 1968
- C. petrea Guenée, 1852
- C. petricolor Lederer, 1870
- C. pinkeri Bacallado, 1980
- C. plagifera Rebel, 1907
- C. plumbeola Staudinger, 1881
- C. poliophaea Hampson, 1908
- C. prasina Draudt, 1950
- C. protecta Draudt, 1931
- C. protracta Christoph, 1892
- C. pseudoperla Rothschild, 1914
- C. pulverosa Warren, 1910
- C. pulverulenta Boursin, 1944
- C. pungeleri Draudt, 1931
- C. raddei Boursin, 1953
- C. ravula Hübner, 1818
- C. ravuloides Boursin, 1954
- C. receptricula (Hübner, 1803)
- C. rectilinea Warren, 1909
- C. remanei Heydemann, Schulte & Remane, 1963
- C. ruckbeili Boursin, 1953
- C. rungsi Boursin, 1940
- C. rutilans Turati, 1924
- C. salomonis Boursin, 1954
- C. sarepta (Barnes, 1907)
- C. schwingenschussi Boursin, 1954
- C. seladona Christoph, 1885
- C. seladonia (Christoph, 1885)
- C. semifascia Smith, 1900
- C. simonyi Rogenhofer, 1889
- C. simulatricula (Guenee, 1852)
- C. squamosa Schwingenschuss, 1935
- C. strigula Borkhausen, 1792
- C. strobinoi Dujardin, 1972
- C. subliterata Filipjev, 1931
- C. sugitanii Boursin, 1961
- C. tabora Staudinger, 1891
- C. tenerifensis Pinker, [1969, 1968
- C. tephrocharis Boursin, 1954
- C. testouti Boursin, 1944
- C. thamanaena Hampson, 1908
- C. tripuncta Draudt, 1950
- C. troughti Wiltshire, 1956
- C. ustata Turati, 1930
- C. vandalusiae Duponchel, 1842
- C. vartianica Boursin, 1969
- C. vegetata Lucas, 1901
- C. vilis Hampson, 1908
- C. virescens Hampson, 1894
- C. viridata (Harvey, 1876)
- C. wiltshirei Boursin, 1954

### Foto's

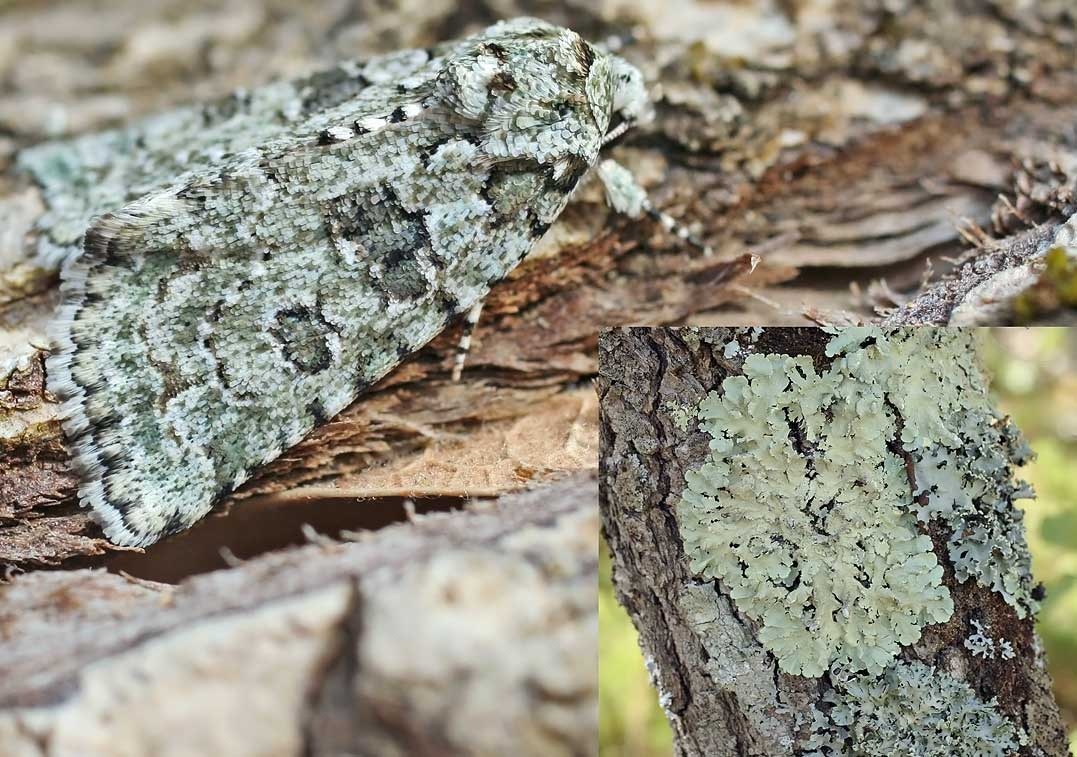
Cryphia muralis Groene korstmosuil